# Pteroglossa euphlebia
Pteroglossa euphlebia är en orkidéart som först beskrevs av Heinrich Gustav Reichenbach, och fick sitt nu gällande namn av Leslie Andrew Garay. Pteroglossa euphlebia ingår i släktet Pteroglossa och familjen orkidéer. Inga underarter finns listade i Catalogue of Life.